# Shadow Vault
Shadow Vault (tạm dịch: Ngày phán xét) là trò chơi máy tính thuộc thể loại nhập vai chiến thuật theo lượt do hãng Mayhem Studios phát triển và Strategy First phát hành vào ngày 22 tháng 12 năm 2004. Game là một câu chuyện viễn tưởng nói về hậu quả và cuộc sống nhân loại sau khi cuộc chiến tranh hạt nhân bùng nổ. Người chơi trong vai nhân vật chính sẽ trở ngược về quá khứ để thay đổi sự phát triển của nhân loại sang một hướng khác nhằm tránh một cuộc chiến hạt nhân sẽ diễn ra ở tương lai.
Shadow Vault có hơn 30 nhân vật cho người chơi lựa chọn tạo thành một nhóm riêng và nhân vật của người chơi sẽ từng bước được nâng cấp các kỹ năng qua từng trận đánh (có khoảng 36 kỹ năng trong trò chơi và mỗi nhân vật đều có một số kỹ năng riêng như bắn tỉa, cứu thương...). Ngoài ra, cốt truyện mở bắt buộc người chơi phải tập trung trong từng câu đối thoại vì mỗi câu trả lời sẽ dẫn đến một kết cục khác nhau. Phần chơi mạng của Shadow Vault có đến 10 thể loại khác nhau cho người chơi lựa chọn và còn hỗ trợ chơi cả qua mạng LAN lẫn Internet.